# Where's the Music?
Where's the Music? var en musikfestival och branschkonferens som åren 2015–2018 ägde rum under tre dagar i februari i Norrköping. Organisatör var FKP Scorpio och festivalen sågs som en systerfestival till Bråvalla festival.
Where's the Music? inriktade sig på ny musik och var dels en musikfestival och dels en konferens för såväl svensk som internationell musikindustri. Evenemanget byggde på samma modell som t.ex. South by Southwest i USA och By:Larm i Norge. Festivalen var förlagd till klubbar i och runt Industrilandskapet i centrala Norrköping. Konferensen ägde rum på konserthuset Louis De Geer.
År 2015 såldes knappt 5 000 biljetter och runt 400 delegater deltog i konferensen. Bland de uppträdande artisterna märktes Silvana Imam, Hello Saferide, Yung Lean och Beatrice Eli.
År 2016 uppträdde 99 akter, bland andra Little Jinder, Sabina Ddumba, Billie the Vision and the Dancers, Viola Beach (för vilka det blev den sista spelningen någonsin) och Maria Andersson.